# Gymnocalycium pflanzii
Gymnocalycium pflanzii ist eine Pflanzenart in der Gattung Gymnocalycium aus der Familie der Kakteengewächse (Cactaceae). Das Artepitheton pflanzii ehrt Karl Pflanz (1872–1925).

## Beschreibung
Gymnocalycium pflanzii wächst meist einzeln und im Alter sprossend mit gelblich grünen bis olivgrünen, purpur überhauchten, abgeflacht kugelförmigen Trieben und erreicht bei Durchmessern von bis zu 15 Zentimetern und mehr Wuchshöhen von 6 bis 8 Zentimeter. Die acht bis zehn massigen Rippen sind gerundet, die darauf befindlichen Areolen lang oval. Es ist ein kurzer Mitteldorn vorhanden. Die sechs bis neun kräftigen, sehr steifen und auffällig rückwärts gebogenen Randdornen sind etwas rosabraun bis weißlich braun und dunkler gespitzt. Sie sind bis zu 2,5 Zentimeter lang.
Die kurzröhrigen bis trichterförmigen weißlich rosafarbenen bis lachsrosafarbenen Blüten erreichen eine Länge von bis zu 5 Zentimeter und weisen einen ebensolchen Durchmesser auf. Die rötlich purpurfarbenen bis karminroten Früchte sind kugelförmig. Sie erreichen einen Durchmesser von 1,5 bis 2 Zentimeter und enthalten ein rotes Fruchtfleisch.

## Verbreitung, Systematik und Gefährdung
Gymnocalycium pflanzii ist in Paraguay, im Süden Boliviens sowie im Norden Argentiniens in Höhenlagen von 500 bis 2500 Metern verbreitet.
Die Erstbeschreibung als Echinocactus pflanzii erfolgte 1923 durch Friedrich Karl Johann Vaupel. Erich Werdermann stellte die Art 1935 in die Gattung Gymnocalycium.
Es werden folgende Unterarten unterschieden:
- Gymnocalycium pflanzii subsp. pflanzii
- Gymnocalycium pflanzii subsp. argentinense H.Till & W.Till
- Gymnocalycium pflanzii subsp. zegarrae (Cárdenas) G.J.Charles

In der Roten Liste gefährdeter Arten der IUCN wird die Art als „Least Concern (LC)“, d. h. als nicht gefährdet geführt.

## Nachweise